# Lajos Varga (Bischof)

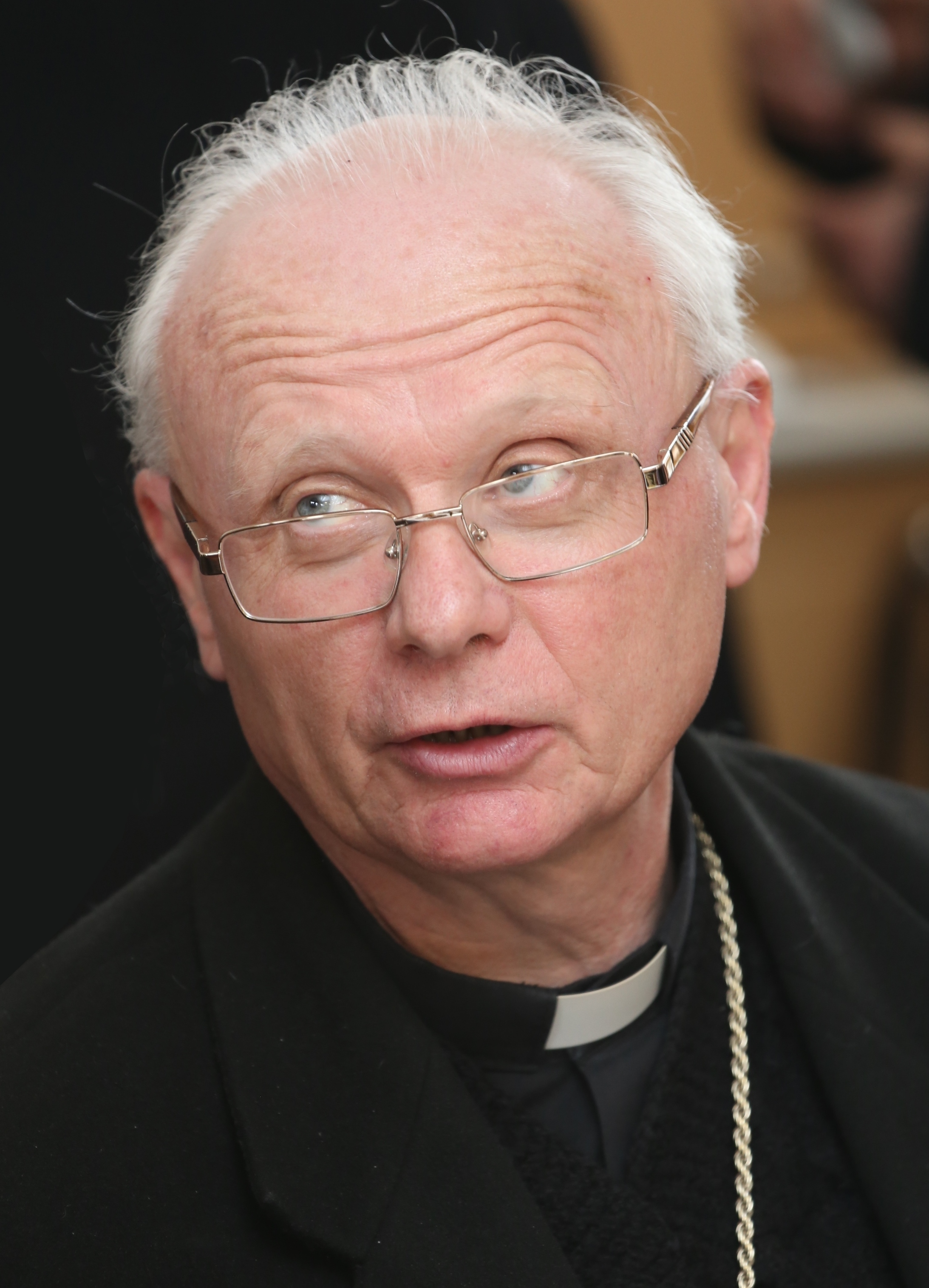
Lajos Varga, 2014

Mikós Lajos Varga (* 5. Dezember 1950 in Budapest) ist ein ungarischer römisch-katholischer Geistlicher und Weihbischof in Vác.

## Leben
Lajos Varga empfing am 23. Juni 1974 die Priesterweihe für das Bistum Vác. 
Papst Benedikt XVI. ernannte ihn am 27. Mai 2006 zum Weihbischof in Vác und Titularbischof von Sicca Veneria. Der Erzbischof von Esztergom, Kardinal Péter Erdő, weihte ihn am 15. Juli 2006 zum Bischof. Mitkonsekratoren waren Bischof Miklós Beer von Vác und der Apostolische Nuntius in Ungarn, Juliusz Janusz.
Varga ist Prior der Komturei Vác des Ritterordens vom Heiligen Grab zu Jerusalem.